# Габиббейли, Иса Акбар оглы
Иса Акбар (Акбер) оглы Габиббейли (азерб. İsa Əkbər oğlu Həbibbəyli; род. 16 октября 1949, Данзик, Нахичеванская АССР) — азербайджанский ученый-литературовед. Президент Национальной академии наук Азербайджана (с 2022). Заслуженный деятель науки Азербайджана (1999). Депутат Милли Меджлиса Азербайджана III, IV, V, VI созывов. 

## Биография
Родился 16 октября 1949 года в селе Данзик Шарурского района Нахичеванской Автономной Республики. 
В 1971 году окончил филологический факультет Нахичеванского филиала Азербайджанского государственного педагогического института (дипломом с отличием). 
В 1978 году окончил аспирантуру Института литературы им. Низами НАНА по специальности «Теория литературы». Тема кандидатской диссертации: «Романтическая лирика Азербайджана в начале XX века» (1980). Там же окончил докторантуру по специальности «История азербайджанской литературы». Тема докторской диссертации: «Джалил Мамедкулизаде: среда и современники».
С 1971 года работал учителем в сельской средней школе Шарурского района. С 1975 года — преподаватель, старший преподаватель, доцент Нахичеванского государственного университета.
Проректор по научной работе Нахичеванского государственного университета (1991—1996).
Ректор Нахичеванского государственного университета (1996—2013).
С апреля 2013 года — академик. 
Вице-президент Национальной академии наук Азербайджана (2013–2019, с 2021 по настоящее время). Первый вице-президент НАНА по гуманитарным и общественным наукам (2019–2020).
Директор Института литературы им. Низами (с 2013).
С 2001 года член-корреспондент Национальной академии наук Азербайджана (специальность: азербайджанская литература).
С 2003 года действительный член НАНА (специальность: литературоведение).
В 2006 году активно участвовал в деятельности Международной академии информатизации.
С 28 декабря 2019 года — первый вице-президент по гуманитарным и общественным наукам НАНА.
Доктор филологических наук, профессор. Член-корреспондент Ататюркского института культуры, языка и истории. 
Член Союза писателей Азербайджана и Союза журналистов Азербайджана. 
Заслуженный деятель науки Азербайджана. 
Член комиссии государственных премий Азербайджана по науке, технике, архитектуре, культуре и литературе
Президент Национальной академии наук Азербайджана (с 25 октября 2022).
Автор 12 монографий, 1 учебника для средней школы, 2 учебников, 28 брошюр. Работы также опубликованы на английском, французском, русском, турецком, арабском, персидском, урду, болгарском, венгерском, литовском и других языках.
Автор 89 книг, 1 428 статей и 212 статей, изданных за рубежом.
Совершил ряд зарубежных поездок в США, Великобританию, Китай, Францию, Россию, Турцию, Германию, Южную Корею, Испанию, Иран, Ирак, Болгарию, Австрию, Египет, Тунис, Украину, Пакистан, Венгрию и некоторые другие страны.
Выступал с докладами на конференциях, международных симпозиумах и конгрессах.
Исследовательские интересы связаны с историей азербайджанской литературы.
Главный редактор журнала «Новости» Национальной академии наук Азербайджана.
Главный редактор журналов Института литературы им. Низами Гянджеви: «Литература», «Поэтика», «Литературные отношения».
Председатель диссертационного совета Института литературы им. Низами Гянджеви Национальной академии наук Азербайджана.
Член редакционной коллегии международного научного журнала, издающегося в Москве (2008)[какого?].
Член редакционной коллегии (с 24 апреля 2009), заместитель председателя редакционной коллегии (с 1 ноября 2018), главный редактор (с 25 октября 2024) Азербайджанской национальной энциклопедии.

## Научные достижения
- Изучение этапов и проблем азербайджанской литературы XIX—XX вв. Джалила Мамедкулизаде, Мухаммеда Таги Сидги, Эйнали бека Султанова, наследия Мухаммеда Ага Шахтахтинского;
- Изучение теоретических проблем и романтической поэзии; Концепция развития азербайджанской литературы; Теоретические исследования сатиры; Актуальные проблемы теории литературы.

## Общественная деятельность
Депутат парламента Нахичеванской Автономной Республики первого и второго созывов (1995—2005).
Депутат III, IV, V, VI созывов Милли Меджлиса Азербайджана (с 2005) от второго Шарурского избирательного округа.
С 2005 года — член комитета Милли Меджлиса по образованию и науке. С 2015 года — председатель комитета Милли Меджлиса по образованию и науке. С 2015 года — председатель комиссии Милли Меджлиса по топонимии.
Член комиссии парламента V, VI созывов по военнопленным и пропавшим без вести.  
Являлся членом межпарламентских групп Азербайджан — Бельгия, Азербайджан — Объединенные Арабские Эмираты, Азербайджан — Пакистан, Азербайджан — Япония.
Член попечительского совета Бакинского международного центра мультикультурализма
С 1996 года — член партии «Новый Азербайджан». Член политического совета партии «Новый Азербайджан»

## Членство в международных научных организациях
- Член-корреспондент организации культуры, языка и истории Ататюрка (1999)
- Член Координационного совета Съезда азербайджанцев мира (2001)
- Действительный член Международной академии информатизации при ООН (2006)
- Действительный член Нью-Йоркской академии наук
- Академик Американского биографического института
- Действительный член Международной научной академии им. Ч. Айтматова
- Иностранный член Национальной академии наук Грузии (с 10 июля 2024)[12]

## Награды
- Почётный орден Министерства образования[какого?] (1999)
- Заслуженный деятель науки Азербайджана (9 октября 1999, за большие заслуги в развитии науки, культуры и литературы Азербайджана)[13]
- «Почётный друг» Университета Анкары (1999)
- Признан «Человеком года» Американским биографическим институтом (2001)
- Награждён «Üstün hizmət Baratı» Ассоциации турецкого языка (2004)
- Орден «Слава» (16 октября 2007, за заслуги в развитии образования в Азербайджане)[14]
- Орден «Честь» (3 августа 2009, за большие заслуги в социально-экономическом развитии Нахчыванской Автономной Республики)[15].
- Награждён Международной академией информатизации «Заведующий научным руководством по развитию современной азербайджанской литературы и литературы в XIX—XX веках» (2009)
- Премия в области культуры и искусства Турции (2009)
- Награда от Турецкого фонда культуры и искусства Хусейна Гази (2009)
- Почётный орден Высшей ассамблеи Нахичеванской Автономной Республики (2009)
- Почётный председатель высшей ассамблеи Нахчыванской Автономной Республики (2009)
- Почётный орден Национальной академии наук Азербайджана (2009)
- Международная премия Академии информатизации «Руководитель научного направления развития азербайджанской литературы XIX—XX веков и современной научно-художественной идеи в Азербайджане» (2009)
- «The Name in Science Award» («Премия имени в науке») (2013)[16]
- Медаль «Культура Устада Шахрияра» (2015)[17]
- «Медаль чести» от ILESAM в Турции (2017)[18]
- Орден «За службу Отечеству» I степени (15 октября 2019, за активное участие в общественно-политической жизни Азербайджанской Республики)[19].
- Медаль Туркменистана «Magtymguly Pyragynyň 300 ýyllygyna» (11 октября 2024, Туркменистан, за научные исследования, которые вносят существенный вклад в развитие национальной культуры, особые заслуги в деле возрождения культурного наследия и искони духовных ценностей туркменского народа, изучения, бережного сохранения, популяризации и донесения до грядущих поколений творчества поэта-классика туркменской литературы и великого мыслителя Махтумкули Фраги, наращивания культурных связей независимого нейтрального Туркменистана с другими государствами мира и международными организациями, сближения и обогащения культур, укрепления между народами уз дружбы и сотрудничества в эру Возрождения новой эпохи могущественного государства, а также по случаю 300-летия туркменского поэта-классика Махтумкули Фраги)[20].